# Унгенський район
Унгенський район або Унґень (рум. Ungheni) — район у центрально-західній Молдові. Адміністративний центр — Унґени.
На захід від району розташований кордон з Румунією. Межує з Фалештським та Синжерейським районами на півночі, Теленештським на північному сході, Калараським — на сході, та з Ніспоренським районом на південному сході та півдні.
Національний склад населення згідно з Переписом населення Молдови 2004  та 2014 років.
| етнічна група     | 2004           | 2004      | 2014           | 2014      |
| етнічна група     | кількість осіб | Частка, % | кількість осіб | Частка, % |
| ----------------- | -------------- | --------- | -------------- | --------- |
| молдовани/румуни  | 99 432         | 89,95     | 93 011         | 92,03     |
| українці          | 7 743          | 7,00      | 5 431          | 5,37      |
| росіяни           | 2 766          | 2,50      | 1 695          | 1,68      |
| болгари           | 93             | 0,08      | 68             | 0,07      |
| ґаґаузи           | 90             | 0,08      | 39             | 0,04      |
| цигани            | 68             | 0,06      | 47             | 0,05      |
| поляки            | 17             | 0,02      | ...            | ...       |
| євреї             | 16             | 0,01      | ...            | ...       |
| інші / не вказали | 320            | 0,29      | 773            | 0,76      |
| Всього            | 110 545        | 100       | 101 064        | 100       |

Повсякденна мова мешканців району (2014):
| мова                 | кількість осіб | Частка, % |
| -------------------- | -------------- | --------- |
| молдовська/румунська | 90 440         | 89,49     |
| російська            | 6 821          | 6,75      |
| українська           | 2 575          | 2,55      |
| інші                 | 292            | 0,29      |
| не вказали           | 936            | 0,92      |
| всього               | 101 064        | 100       |